# Eldoradio
 (novembre 2014).
Si vous disposez d'ouvrages ou d'articles de référence ou si vous connaissez des sites web de qualité traitant du thème abordé ici, merci de compléter l'article en donnant les références utiles à sa vérifiabilité et en les liant à la section « Notes et références ».
Eldoradio est une radio privée luxembourgeoise de langue luxembourgeoise, diffusée au Luxembourg et sur une partie de la Lorraine.

## Direction
- Tony Ewen (2021-)
- David Gloesener (2017-2021)
- Christophe Goossens (2007-2017)
- Isabel Galiano (2003-2007)
- Claude Muller (1995-2003)
- Vic Reuter (1994-1995)
- Guy Ludig (1991-1994)
- Fernand Weides (1991-1992)